# Jaguar I-Pace
Der Jaguar I-Pace ist ein elektrisch angetriebenes Pkw-Modell des britischen Herstellers Jaguar Land Rover. Es wurde im März 2018 vorgestellt und von Herbst 2018 bis Ende 2024 verkauft.

## Geschichte
Ein erstes Konzeptfahrzeug wurde auf der LA Auto Show im November 2016 vorgestellt.
Die Premiere des Jaguar I-Pace erfolgte am 1. März 2018 in Graz. Dort wurde der I-Pace ab Mitte 2018 beim Auftragsfertiger Magna Steyr auf einer Montagelinie mit dem Jaguar E-Pace produziert. Die Publikumspremiere fand am 6. März 2018 auf dem Genfer Auto-Salon statt.
2018 wurde eine Kooperation mit Waymo verkündet, wobei 20.000 I-Pace-Fahrzeuge mit als Plattform für selbstfahrende Autos genutzt werden.
Zu Beginn des Modelljahrs 2021 wurde der I-Pace EV320 SE zum gleichen Grundpreis mit mehr Ausstattung, aber geringerer Leistung vorgestellt.
Für das Modelljahr 2024 wurde im Januar 2023 eine optisch überarbeitete Version präsentiert. Unter anderem haben fortan alle Versionen 22-Zoll-Räder. Außerdem ist der Kühlergrill nun geschlossen.
Die Produktion des I-Pace soll im Dezember 2024 eingestellt werden.

## Technik
Das fünfsitzige Sport Utility Vehicle ist 4,68 Meter lang und 1,89 Meter breit. Durch den kurzen Vorderbau und den langen Radstand rückt die Fahrgastkabine weit nach vorn und nutzt die Vorteile des fehlenden Verbrennungsmotors aus. Der Innenraum ist mit Touchscreens ausgestattet und zeichnet sich durch edle Materialien wie Holz und Leder aus.
Beim Fahrwerk greift der I-Pace auf die Achsen des Jaguar F-Pace zurück – also Doppelquerlenker-Vorder- und Integral-Link-Hinterachse. Der niedrige Schwerpunkt – die Batterien liegen zentral zwischen den Achsen im Unterboden – soll ebenfalls zu einem dynamischen Fahrverhalten beitragen. Der durchschnittliche Energieverbrauch im WLTP beträgt 21,2 kWh auf 100 km. Die Reichweite des mit einem 90 kWh großen Lithium-Ionen-Akkumulator bestückten Modells beträgt 480 Kilometer nach WLTP-Zyklus. Der Preis für die Basisversion startet bei 77.850 Euro.

### Antrieb
Der Antrieb erfolgt über die in Vorder- und Hinterachse integrierten permanentmagneterregten-Synchronmaschinen mit einer Spitzenleistung von jeweils 147 kW (200 PS), das maximale Drehmoment beträgt 348 Nm. Insgesamt ergibt sich somit eine Systemleistung von 294 kW (400 PS) und ein maximales Drehmoment von 696 Nm. Die Höchstgeschwindigkeit des Fahrzeugs ist elektronisch auf 200 km/h begrenzt, von 0 auf 100 km/h beschleunigt der Wagen in 4,8 Sekunden.
Eine Antriebseinheit, bestehend aus E-Maschine, Getriebe und Differential, wiegt ca. 76 kg, die Untersetzung der Planetenstufe beträgt 9,06:1. Die maximale Drehzahl der achtpoligen permanenterregten Synchronmaschine liegt bei 13.000/min, die Dauerleistung bei 90 kW. Die Kühlung erfolgt über eine Wassermantelkühlung des Stators der elektrischen Maschine.
Die Leistungselektronik (Inverter) des Zulieferers Continental befindet sich in unmittelbarer Nähe der Antriebseinheiten an Vorder- und Hinterachse.

### Batterietechnik
Die Lithium-Ionen-Batterie mit einem Nennenergieinhalt von 90,2 kWh (der nutzbare Netto-Energiegehalt wird von Jaguar nicht angegeben) besteht aus 432 Pouch-Zellen des koreanischen Zulieferers LG Chem und wiegt insgesamt 606 kg. Die Batterie enthält 36 Module mit jeweils 12 Zellen. Eine Zelle hat eine Kapazität von 58 Ah. Insgesamt ergibt sich durch die Parallelschaltung von je vier Zellen eine Nennkapazität von 232 Ah. Die Nennspannung der Batterie liegt bei 389 V. Auf Systemebene ergibt sich eine Energiedichte von 149 Wh/kg, die NMC-Batteriezellen selbst verfügen über eine Energiedichte von 257 Wh/kg. Die Spitzenleistung der Batterie liegt bei 358 kW, die Dauerleistung bei 110 kW.
Die Batterie kann über einen Wasser-Glykol-Kreislauf aktiv gekühlt und beheizt werden. Der angestrebte Temperaturbereich liegt zwischen 15 °C und 30 °C.
Jaguar gewährt auf die Batterie eine Herstellergarantie von acht Jahren bzw. eine maximale Laufleistung von 160.000 km, je nachdem, was zuerst eintritt (70 % Kapazität).

### Ladefähigkeit
Der Jaguar I-Pace wird ab Modelljahr 2021 mit einem Drei-Phasen-Bordlader ausgestattet und kann damit an einem Drehstromanschluss (AC) mit 11 kW Leistung geladen werden. Bei den vorher gebauten Fahrzeugen war das Onboard-Ladegerät nur für einphasiges Laden mit bis zu 7,0 kW (230 V, 32 A einphasig) Wechselstrom ausgelegt. Das war wegen der in Deutschland gültigen Schieflastverordnung ein Nachteil, da diese 32 A in Privathaushalten nur mit Sondergenehmigung des Verteilnetzbetreibers abgerufen werden dürfen, ansonsten darf die Ladung nur mit 20 A einphasig (folglich nur 4,6 kW) erfolgen. Die maximale Ladeleistung an CCS-Schnellladestationen beträgt 100 kW (DC).

### Sonstiges
Das Auto hat einen cw-Wert von 0,29. Mit Hilfe der optional erhältlichen Luftfederung kann das Fahrzeug bei Geschwindigkeiten von über 105 km/h um 10 mm abgesenkt werden, um die Aerodynamik zu verbessern und somit die Reichweite zu erhöhen.
Ebenfalls zur Maximierung der Reichweite trägt der Wärmepumpen-Kreislauf bei, der deutlich effizienter als eine herkömmliche Widerstandsheizung arbeitet.
Der Jaguar I-Pace hat mit umgeklappter Rückbank eine Laderaumkapazität von 1453 Litern. Zusätzlich gibt es vorn ein Ablagefach mit 27 Litern Größe.
Das Kofferraumvolumen beträgt unter der Kofferraumabdeckung 370 Liter, entfernt man diese, beträgt der Stauraum bis zum Dach 490 Liter.

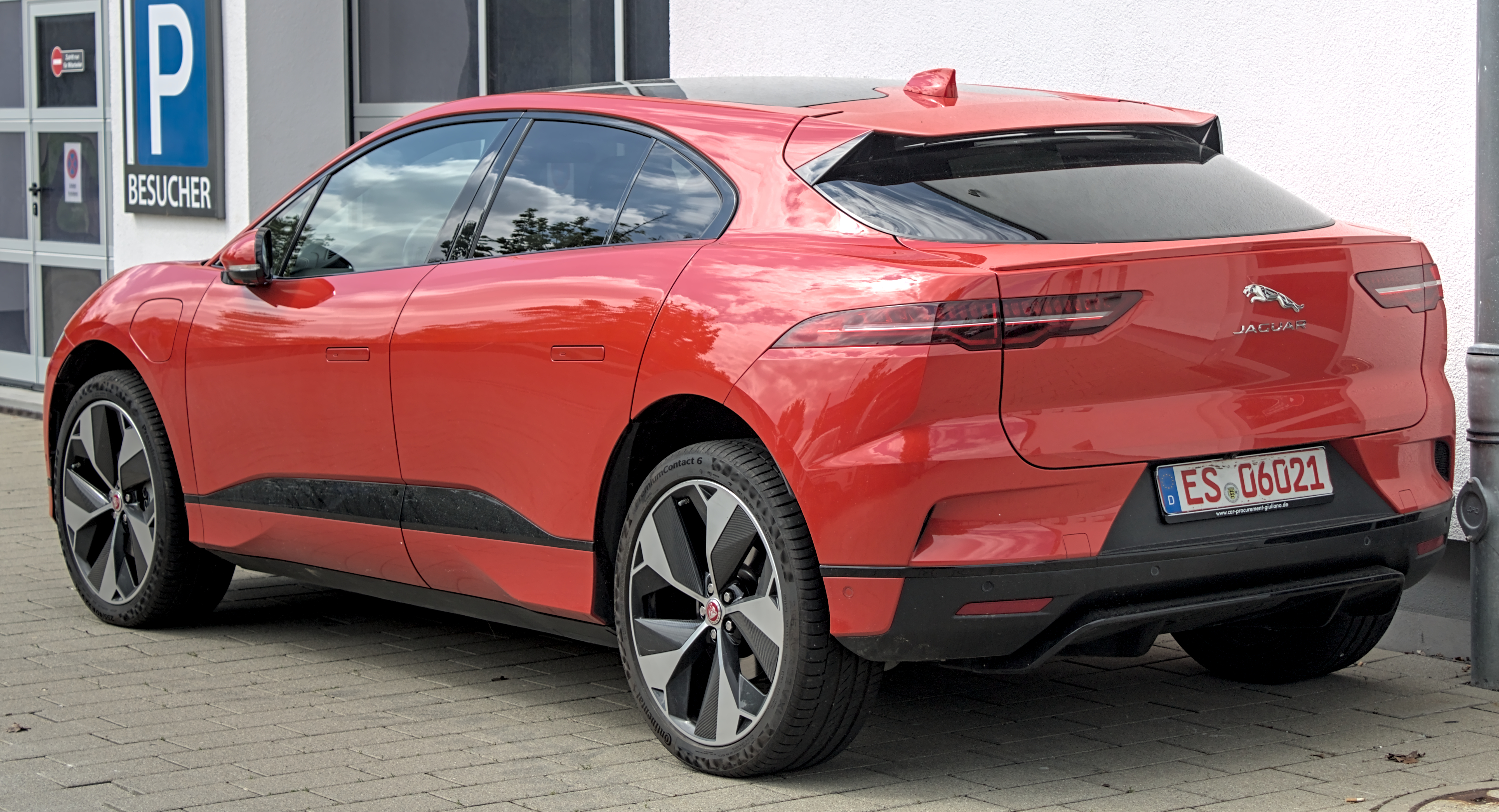
Heckansicht
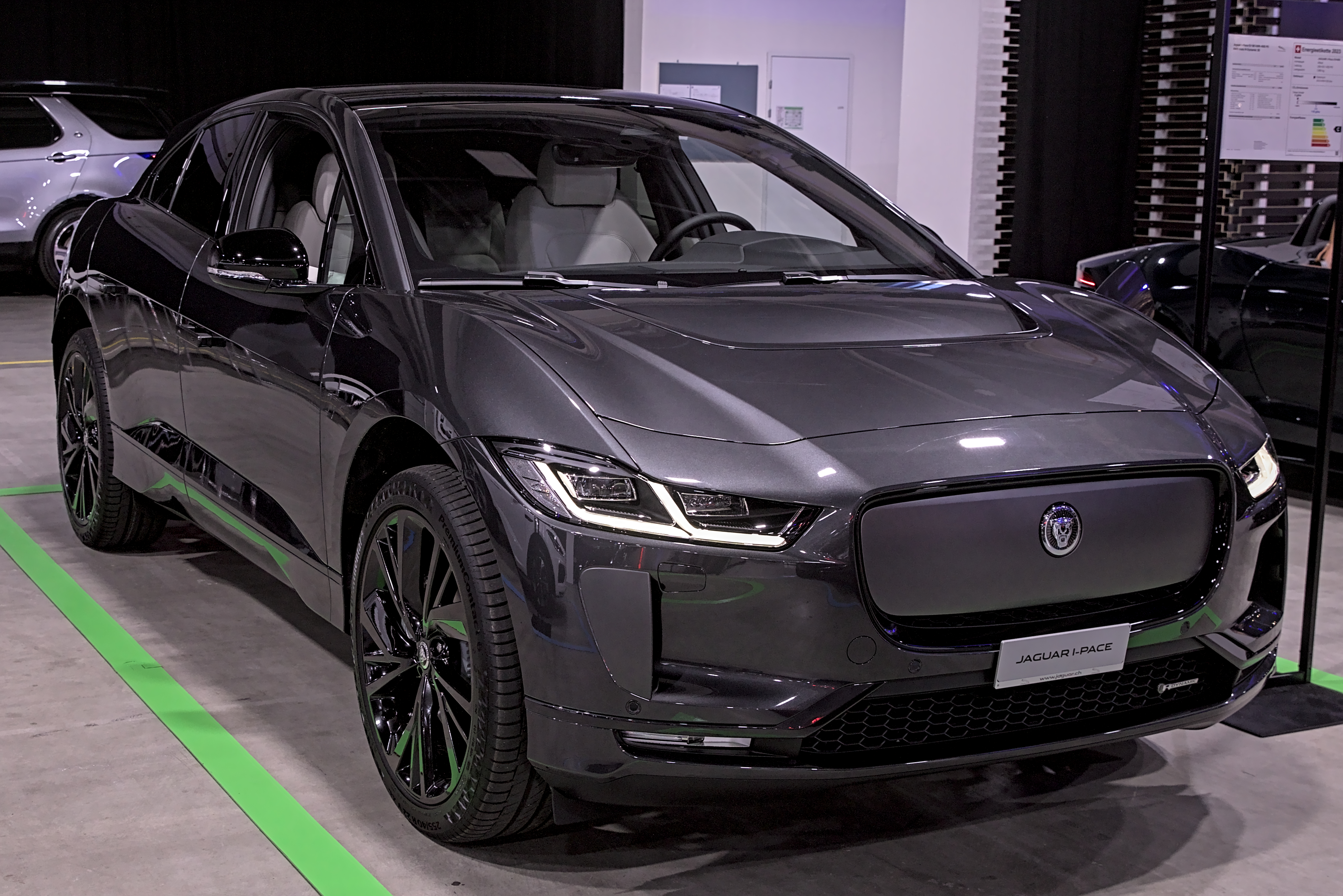
Jaguar I-Pace (2023–2024)
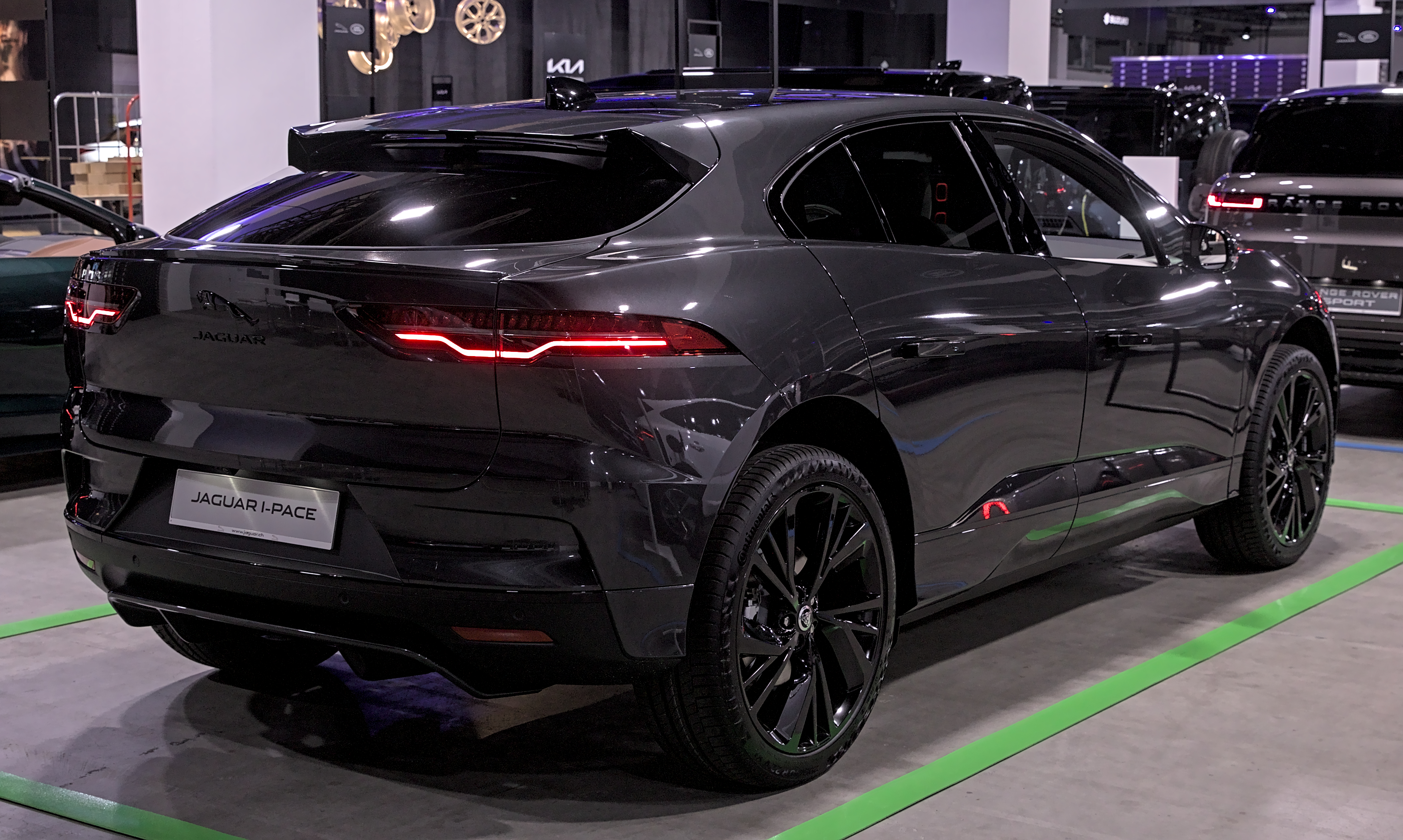
Heckansicht
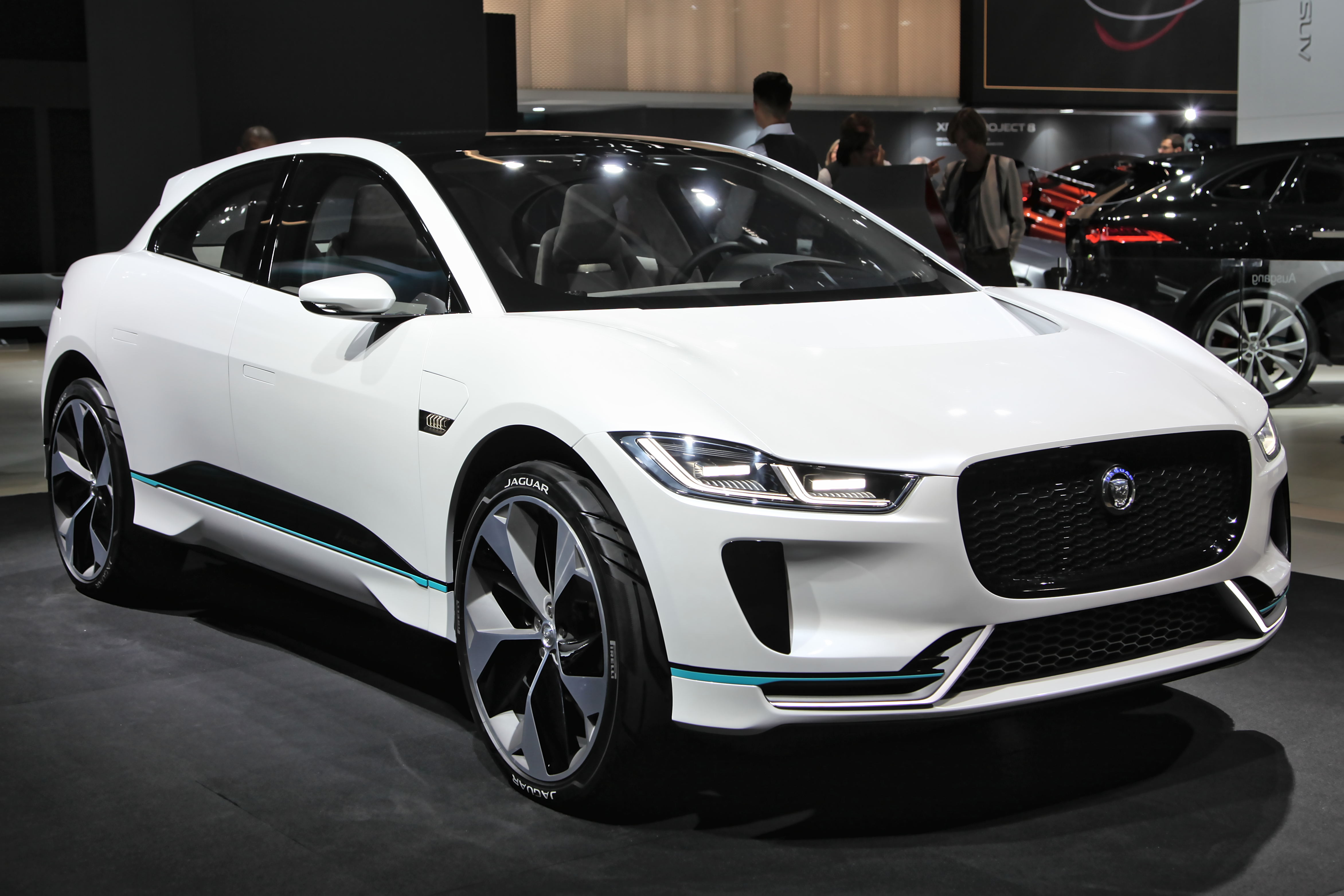
Jaguar I-Pace Concept auf der IAA 2017
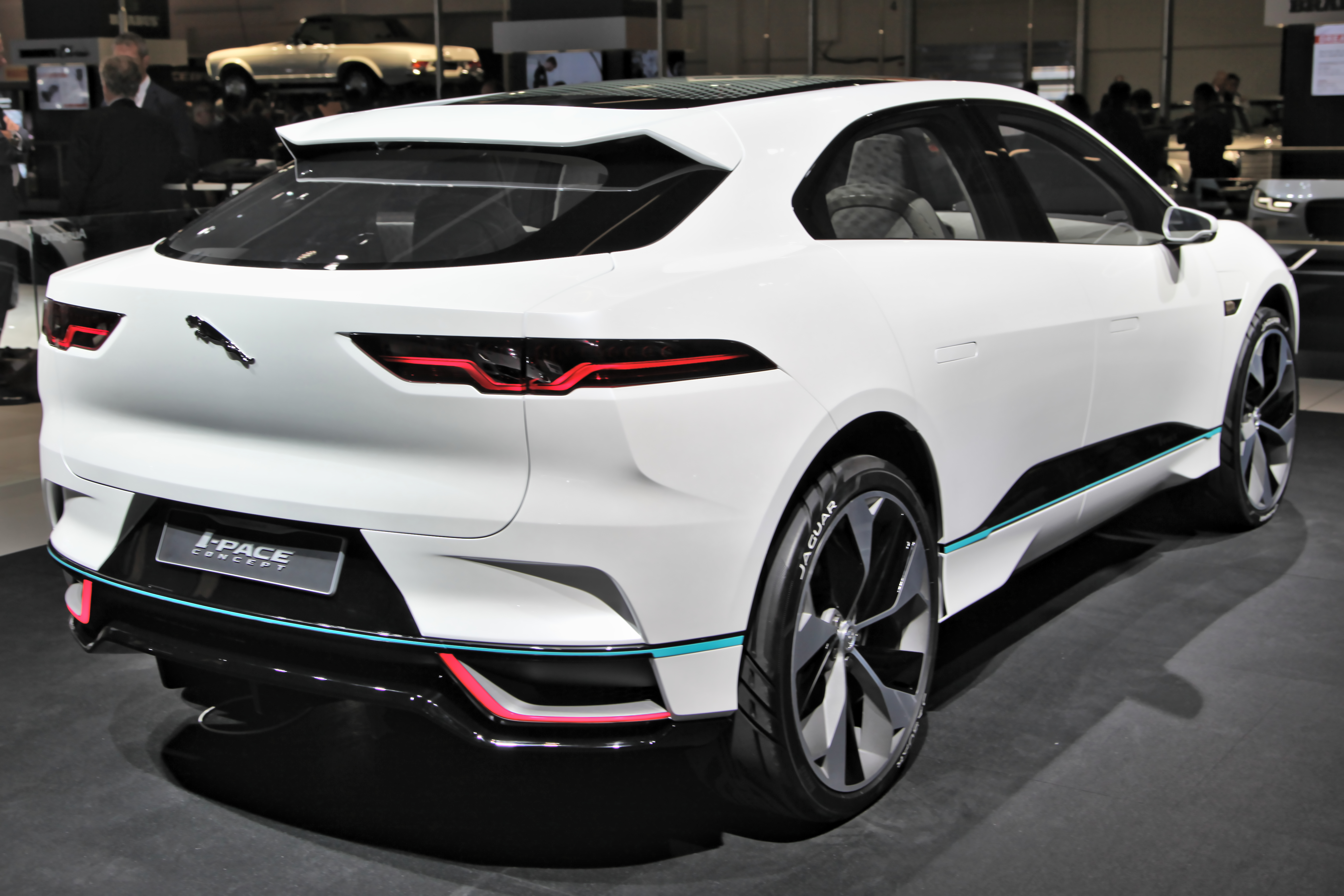
Heckansicht
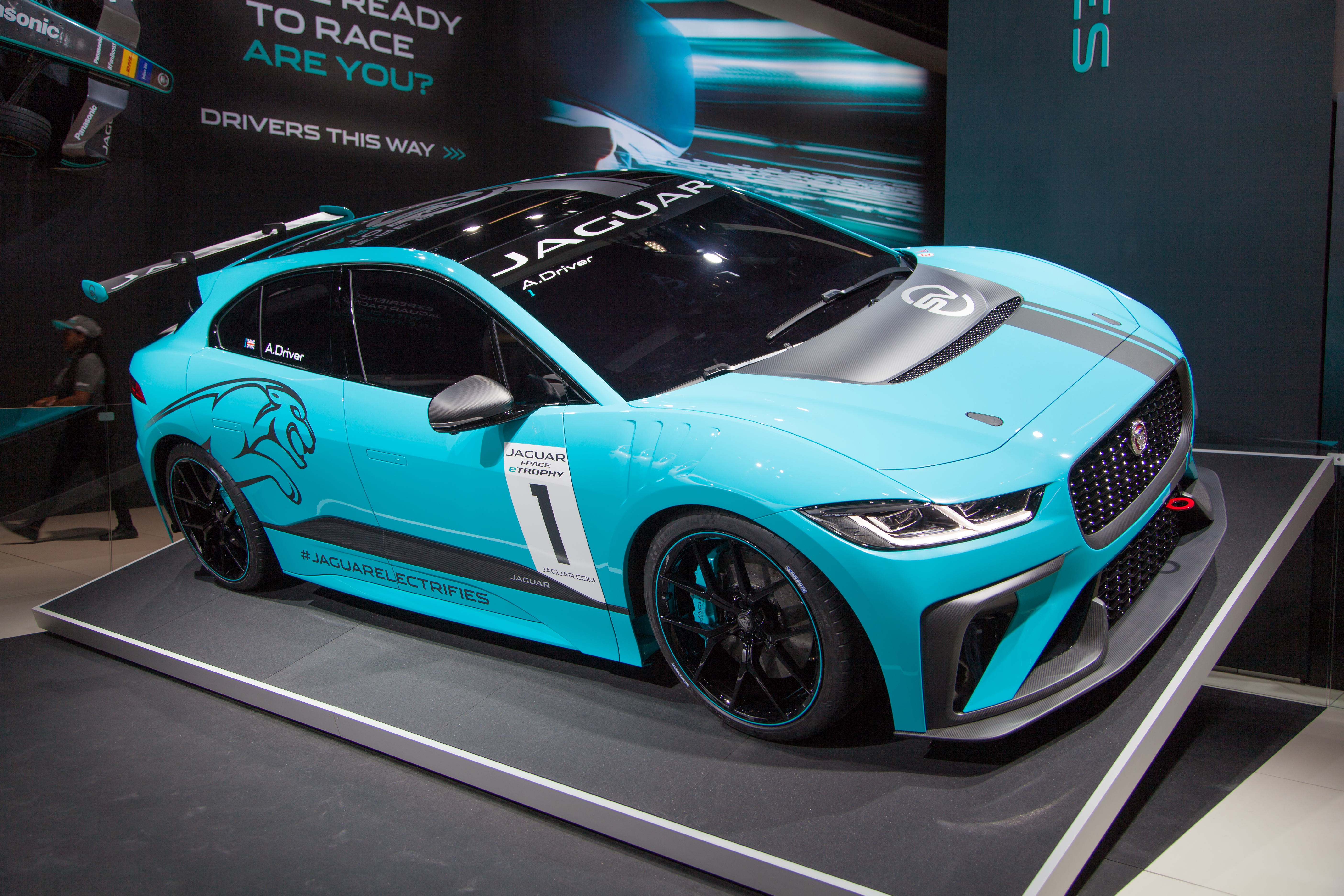
I-Pace eTrophy

## Technische Daten
|                                              | EV400 S                                         | EV320 SE                                        |
| -------------------------------------------- | ----------------------------------------------- | ----------------------------------------------- |
| Bauzeitraum                                  | 09/2018–11/2024                                 | 08/2020–04/2021                                 |
| Motorart                                     | 2× permanentmagneterregte Synchronmaschine      | 2× permanentmagneterregte Synchronmaschine      |
| max. Leistung (Elektromotor)                 | 147 kW (200 PS); Systemleistung 294 kW (400 PS) | 118 kW (160 PS); Systemleistung 235 kW (320 PS) |
| max. Drehmoment                              | 348 Nm; Systemdrehmoment 696 Nm                 | 250 Nm; Systemdrehmoment 500 Nm                 |
| Antriebsart                                  | Allradantrieb                                   | Allradantrieb                                   |
| Getriebe                                     | Fest-Übersetzung                                | Fest-Übersetzung                                |
| Beschleunigung, 0–100 km/h                   | 4,8 s                                           | 6,4 s                                           |
| Höchstgeschwindigkeit                        | 200 km/h                                        | 180 km/h                                        |
| Batteriekapazität                            | 90,2 kWh                                        | 90,2 kWh                                        |
| Verbrauch auf 100 km nach WLTP               | 21,2 kWh                                        | 23 kWh                                          |
| Verbrauch auf 100 km laut ADAC in der Praxis | 27,6 kWh                                        |                                                 |
| Reichweite nach WLTP                         | 470 km                                          | 470 km                                          |
| Reichweite laut ADAC in der Praxis           | 365 km                                          |                                                 |
| Ladedauer bis 100 % per Typ 2 (11 kW)        | 8,6 h                                           | 8,6 h                                           |
| Ladedauer bis 100 % per CCS                  | 40 min                                          | 40 min                                          |
| Leergewicht                                  | 2208 kg                                         | 2208 kg                                         |

## Auszeichnungen

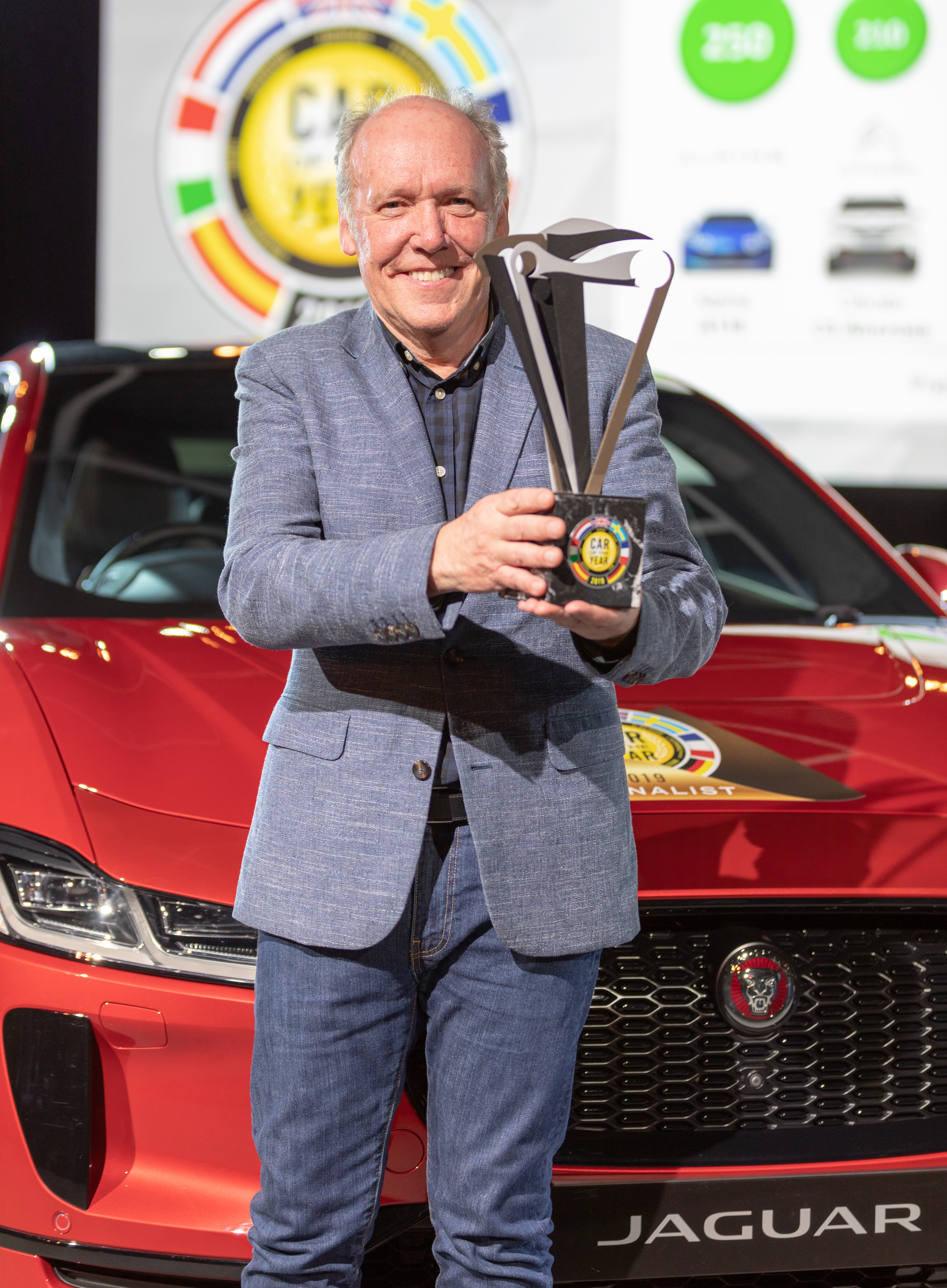
Designer Ian Callum mit der Auto-des-Jahres-Trophäe

2019 wurde der I-Pace als Auto des Jahres ausgezeichnet. Im gleichen Jahr erhielt er Das Goldene Lenkrad in der Kategorie Mittlere SUV.

## Zulassungszahlen in Deutschland
Seit dem Marktstart 2018 bis einschließlich Dezember 2024 sind in der Bundesrepublik Deutschland insgesamt 3.717 Jaguar I-Pace neu zugelassen worden. Mit 1.341 Einheiten war 2020 das erfolgreichste Verkaufsjahr.
|  |

|  |

|  |

|  |

|  |

|  |

|  |

|  |

|  |

|  |

|  |

|  |

|  |

|  |

|  |

|  |

|  |

|  |

|  |

|  |

|  |

|  |

|  |

|  |

|  |

|  |

|  |

|  |

|  |

|  |

|  |

|  |

|  |

|  |

|  |

|  |

|  |

|  |

|  |

|  |

|  |

|  |

|  |

|  |

|  |

|  |

|  |

|  |

|  |

|  |

|  |

|  |

|  |

|  |

|  |

|  |

|  |

|  |

|  |

|  |

|  |

|  |

|  |

|  |

|  |

|  |

|  |

|  |

|  |

|  |

|  |

|  |

|  |

|  |

|  |

|  |

|  |

|  |

|  |

|  |

|  |

|  |

|  |

|  |

|  |

|  |

|  |

|  |

|  |

|  |

|  |

|  |

|  |

|  |

|  |

|  |

|  |

|  |

|  |

|  |

|  |

|  |

|  |

|  |

|  |

|  |

|  |

|  |

|  |

|  |

|  |

|  |

|  | Elektro (3.717) |

|  | Elektro (3.717) |